# Adolf Ellissen

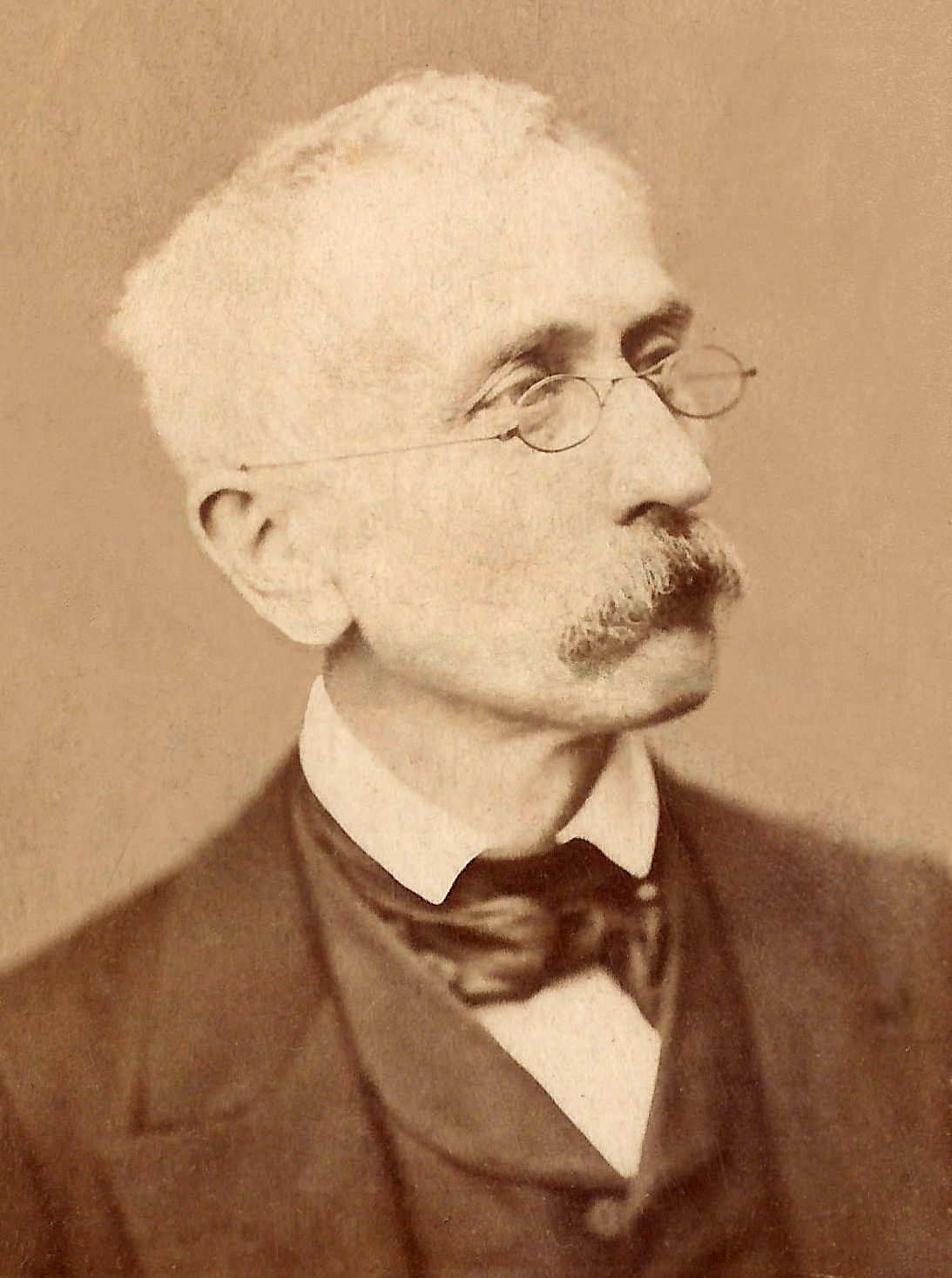
Adolf Ellissen

Georg Anton Adolf Ellissen (* 14. März 1815 in Gartow; † 5. November 1872 in Göttingen) war ein deutscher Politiker und Literaturhistoriker. Er war an der deutschen Revolution 1848/1849 sehr engagiert beteiligt und später Mitglied und Präsident der Zweiten Kammer der Ständeversammlung des Königreichs Hannover sowie Abgeordneter im Konstituierenden Reichstag des Norddeutschen Bundes, im Preußischen Abgeordnetenhaus und im Hannöverschen Provinziallandtag.

## Leben

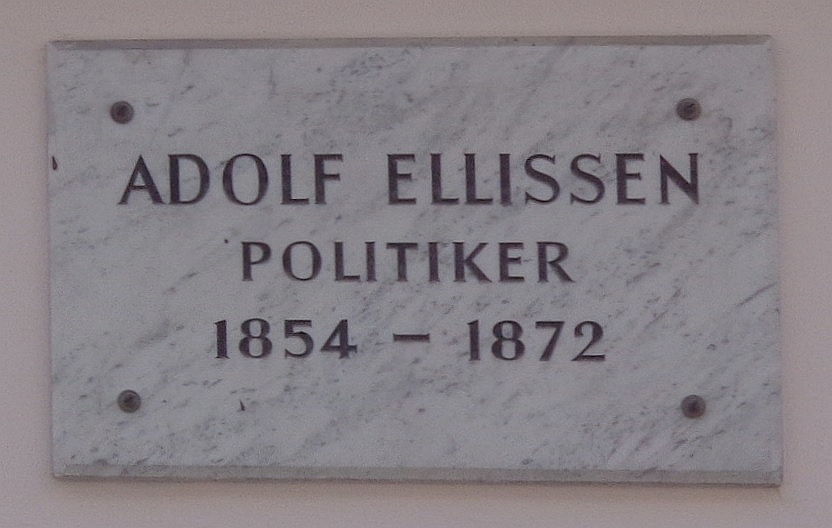
Göttinger Gedenktafel für Adolf Ellissen

Ellissen wuchs als Sohn des Mediziners Gerhard Ellissen in Gartow auf und studierte an der Georg-August-Universität Göttingen Medizin, Geschichte, Literatur- und Sprachwissenschaft. Weitere Studien betrieb er in Berlin und Paris. Seine Promotion erfolgte an der Ruprecht-Karls-Universität Heidelberg. 1838 und 1860 reiste er nach Griechenland, um die mittel- und neugriechische Literatur vor Ort zu erforschen.

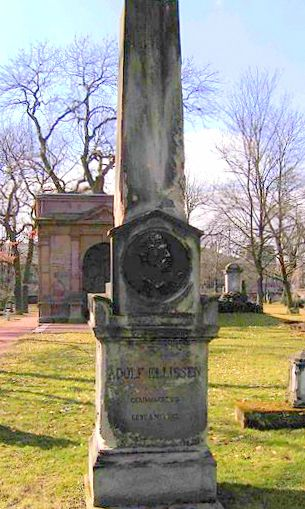
Ellissens Ehrengrab auf dem historischen Göttinger Bartholomäusfriedhof

Zunächst machte Ellissen sich als Übersetzer von Montesquieu (Geist der Gesetze) und Voltaire (Werke in Auswahl) einen Namen. Mit seinem Versuch einer Polyglotte der europäischen Poesie war er seinerzeit bahnbrechend für die kulturgeschichtliche Betrachtungsweise und die vergleichende Literaturgeschichte. In Zusammenarbeit mit Heinrich Loedel machte er sich um Hans Holbein und dessen Totentanz verdient. Besondere Verdienste erwarb er sich durch Erschließung der bis dato nahezu unerforschten mittel- und neugriechischen Literatur.
Ellissen lebte ab 1842 in Göttingen, wo er 1847 Mitarbeiter der Universitätsbibliothek wurde. Sein 30-jähriger Aufenthalt in Göttingen wurde durch seine Beteiligung an der Märzrevolution 1848 zeitweilig unterbrochen. Ellissen setzte sich in diesem Kontext sehr kritisch und gewandt mit den herrschenden politischen Verhältnissen auseinander. Nach Angaben in der Allgemeinen Deutschen Biographie war er seinerzeit der populärste Bürger Göttingens, weshalb er lange Jahre hindurch gewählter Göttinger Bürgervorsteher und Wortführer des Bürgervorsteherkollegiums (Bürgermeister) war.
Vom Göttinger Bürgerverein wurde Ellissen zunächst als Condeputierter der hannoverschen Ständeversammlung nach Hannover und später nach Frankfurt am Main gesandt. 1849 wurde er Abgeordneter Göttingens in der Zweiten Kammer der hannoverschen Ständeversammlung, welche ihn 1852 zum Vizepräsidenten und 1854 zum Präsidenten wählte. Dort war er Wortführer im Protest gegen die Absichten der hannoverschen Regierung, die alten Zustände vor 1848 wiederherzustellen. Die Regierung versuchte, seine Opposition zu brechen, indem sie jegliche Beförderung des Philologen verhinderte, hatte damit aber keinen Erfolg. 1864 ging er als Abgeordneter für Osnabrück wieder in die Zweite Kammer und 1867 in den konstituierenden Reichstag des Norddeutschen Bundes, in das Preußische Abgeordnetenhaus und den hannöverschen Provinziallandtag, wo er jeweils der nationalliberalen Fraktion angehörte.

## Trivia

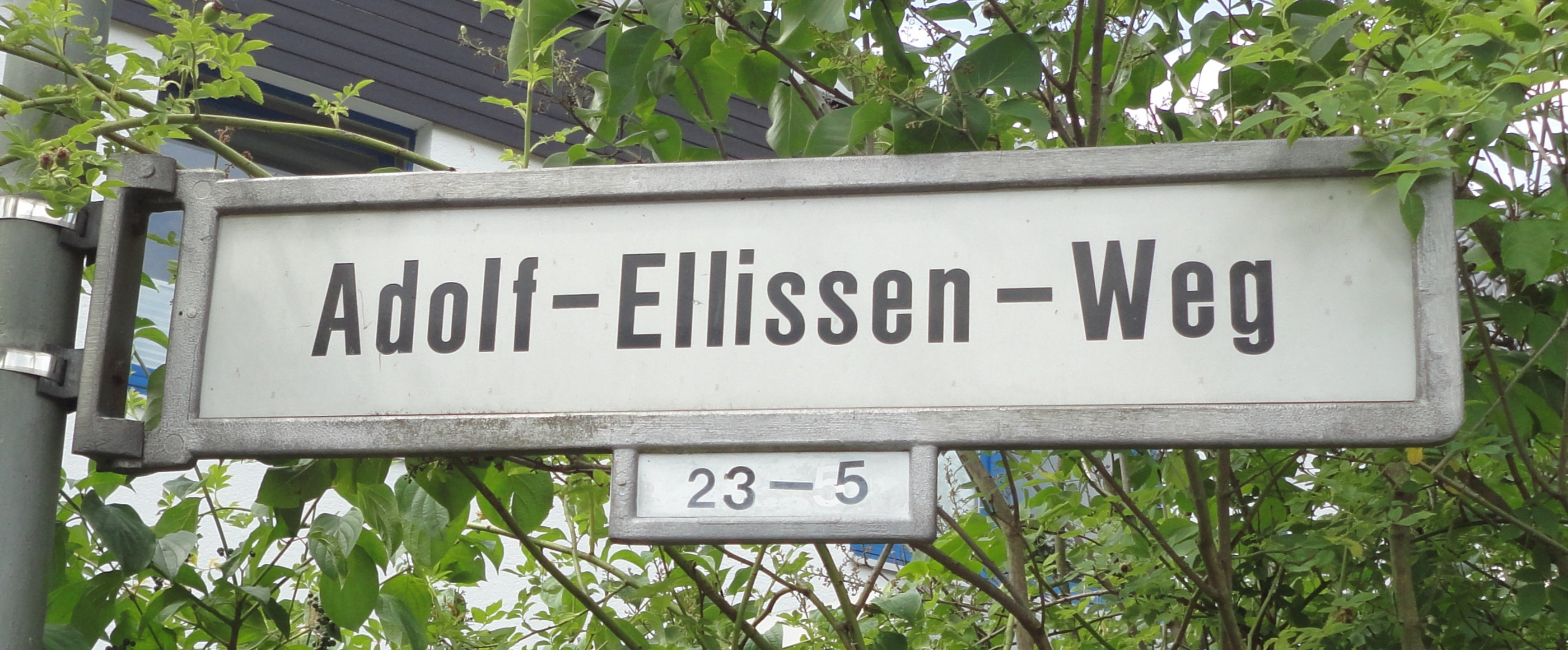
Göttingen-Weende, Adolf-Ellissen-Weg

Ellissen war Mitglied des Corps Hildesia Göttingen. Wegen dieser Zugehörigkeit zu einer Verbindung wurde er mit zehn Tagen schwerem Karzer bestraft. Die Strafe musste er im Karzer in der Aula der Georg-August-Universität absitzen.

## Werke (Auswahl)

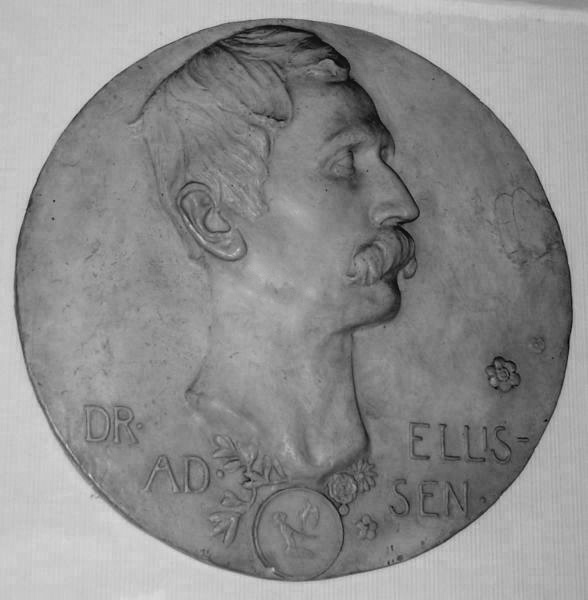
Detail vom Grabmal

- Thee- und Asphodelosblüten. Göttingen 1840 (metrische Bearbeitungen chinesischer und neugriechischer Gedichte).
- Versuch einer Polyglotte der europäischen Poesie. Leipzig 1846.
- Der alte Ritter. Leipzig 1846.
- Michael Akominatos, Erzbischof von Athen. Göttingen 1846.
- Zur Geschichte Athens nach dem Verlust seiner Selbständigkeit. Göttingen 1848.
- Analekten zur mittel- und neugriechischen Litteratur. Leipzig 1855–62.
- Französische Thronfolger. Eine retrospektive Betrachtung. Göttingen 1870.
- Spaziergang durch das alte Athen: Sonette und Bilder aus dem 19. Jahrhundert. hrsg. v. Alexander Sideras u. Paraskevi Sidera-Lytra. Athen 2010. ISBN 3-990-21001-7.
- mit Heinrich Lödel: Hans Holbeins Initialbuchstaben mit dem Todtentanz. Göttingen 1849.